# В надежде на спасение
«В наде́жде на спасе́ние» (англ. Saving Hope) — канадский драматический телесериал с Эрикой Дюранс, Майклом Шэнксом и Дэниэлом Гиллисом в главных ролях, премьера которого состоялась 7 июня 2012 года на CTV в Канаде и в тот же день на NBC в США.
17 декабря 2015 года телесериал был продлён на пятый сезон; 27 октября 2016 года стало известно, что пятый сезон станет последним.

## Сюжет
В центре сюжета находится харизматичный Доктор и руководитель хирургического отделения одной из больниц Торонто Чарли Харрис, который из-за автомобильной аварии впадает в кому. Его невеста и коллега, Алекс Рид и выдающийся хирург Джоэль Горан сражаются за его жизнь, а тем временем по коридорам больницы бродит дух доктора Харриса, пытаясь понять, кто он — привидение или плод собственного воображения.

## Актёры и персонажи
- Эрика Дюранс — доктор Алекс Рид
- Майкл Шэнкс — доктор Чарли Харрис
- Лекса Дойг — доктор Селена Куинтос
- Дэниэл Гиллис — доктор Джоэль Горан
- Венди Крюсон — доктор Дана Кинни
- Мишель Нолден — доктор Дон Бэлл
- Хусейн Мадхавджи — доктор Шахир Хамза
- Джулия Чан — доктор Мэгги Лин
- Кристофер Тернер — доктор Гэвин Мерфи
- Бенджамин Эйрс — доктор Закари Миллер
- Гленда Браганза — доктор Меланда Толливер
- К. К. Коллинз — доктор Том Рейкрафт
- Дансо Гордон — доктор Райан Ларуш
- Стив Кьюмин — доктор Джордж Бауманн
- Стэйси Фарбер — доктор Сидни Катц
- Мак Файф — доктор Джеймс Дэй
- Сальваторе Антонио — медбрат Виктор Рейс